# Настоящие шелкопряды
Шелкопряды (лат. Bombycidae) — семейство бабочек из группы Bombycoidea (Шелкопрядовые). Представителей семейства легко отличить от других семейств по способу складывания крыльев во время состояния покоя — задние крылья они подворачивают под передние, таким образом, что их почти не видно.

## Описание
Бабочки средних размеров с коротким, густо опушенным телом и широкими крыльями. Размах крыльев 36—46 мм.
Тело относительно массивное, толстое, покрытое густыми волосками. Ротовые органы рудиментарные. Усики у самцов гребенчатые, у самок с мелкими зубчиками. Крылья развитые, сравнительно небольшие. Передние крылья выемчатые по внешнему краю, с серповидной вершиной. Задние крылья небольшие, округлённые, с короткой бахромой. Ноги короткие и сильные.
Сумеречные и ночные бабочки.
Гусеницы удлинённые, голые, с парными бугристыми бородавками или шипами на дорсальной стороне сегментов груди и брюшка, или с крюковидно изогнутым рогом на последнем сегменте.
С коротким шипообразным выростом на 8-м сегменте брюшка, 16-ногая, большей частью покрытые густыми пушистыми волосами, иногда почти голые (тутовый шелкопряд). Куколка толстая, притуплённая, располагается в коконах на деревьях, на земле. Трофически связанные преимущественно с тутовыми.

## Ареал
Семейство насчитывает около 200 видов, распространённых преимущественно в Юго-Восточной Азии, в Африке и Австралии.

## Роды
| - Agriochlora - Andraca - Anticla - Aristhala - Arotros - Bivincula - Bivinculata - Bombyx - Carnotena - Chazena - Cheneya - Clenora - Colabata - Colla - Dalailama - Diversosexus - Dorisia - Drepatelodes - Ectrocta - Elachyophtalma | - Ernolatia - Falcatelodes - Gnathocinara - Gunda - Hanisa - Hygrochroa - Laganda - Microplastis - Minyas - Moeschleria - Mustilia - Mustilizans - Naprepa - Norasuma - Oberthueria - Ocinara - Orgyopsis - Penicillifera - Phiditia - Prismoptera | - Prismosticta - Prothysana - Pseudandraca - Pseudoeupterote - Quentalia - Rolepa - Rondotia - Sorocaba - Spanochroa - Tamphana - Tarchon - Tepilia - Thelosia - Theophila - Thyrioclostera - Trilocha - Triuncina - Vinculinula - Zanola - Zolessia |